# Les Terriens (album)
Pour les articles homonymes, voir Les Terriens.
Albums de Têtes raides
Corps de mots
(2013) 30 ans de Ginette
(2020)
Les Terriens est un album des Têtes Raides sorti en 2014, sur lequel figurent douze chansons :

## Titres
1. Alice
2. Moderato
3. Les Terriens
4. Oublie moi
5. Le Rendez-vous
6. La Tache
7. L'Au-delà
8. Mon carnet
9. Bird
10. À ta gueule
11. Vers où je vas
12. Des silences